# San Sebastián Valfré
San Sebastián Valfré är en ort i Mexiko.   Den ligger i kommunen San Andrés Cabecera Nueva och delstaten Oaxaca, i den sydöstra delen av landet, 300 km sydost om huvudstaden Mexico City. San Sebastián Valfré ligger 2 452 meter över havet och antalet invånare är 191.
Terrängen runt San Sebastián Valfré är kuperad åt nordost, men åt sydväst är den bergig. Runt San Sebastián Valfré är det ganska glesbefolkat, med 27 invånare per kvadratkilometer. Närmaste större samhälle är Villa Chalcatongo de Hidalgo, 16,8 km nordost om San Sebastián Valfré. I omgivningarna runt San Sebastián Valfré växer i huvudsak blandskog.